# Svarkovica
Svarkovica je chráněný areál v katastrálním území obce Prečín v okrese Považská Bystrica v Trenčínském kraji na Slovensku. Území bylo vyhlášeno v roce 2012 a jeho rozloha je 1,34 hektaru. Předmětem ochrany je biotop suchomilných trávo-bylinných a křovinných porostů na vápnitém substrátu s výskytem vstavačovitých rostlin.